# إي-كتب
إي-كُتب هيَ دار نشر تَطبع إصداراتها على ورق وإلكترونيًا في آنٍ واحد. بدأت إي–كتب العمل منذ عام 2010، وتُعدّ أول ناشر إلكتروني عربي يوفر الحماية للكتب الحديثة، بما يضمن للكاتب عدم تداول كتابه بطريقة غير مشروعة سواءً أكان نسخًا أو توزيعًا عبر أية وسيلة وكان ذلك قبل أن تُصبح دار نشر تجمع بين الطباعة على ورق وبين النشر الإلكتروني.

## عن الدار
إي-كُتب دار نشر لا تشارك المؤلف في حقوقه، بل تسلمها له سواء النسخة الورقية أو الألكترونية، وتترك الدار مهمة التوزيع للشريكين الكبيرين: جوجل بوكس، وأمازون.
تحمي الدار الكتب من النسخ غير المشروع، ويحصل المؤلف على عائدات كتابه بنفسه، من دون استقطاع أي نسب، ولا المرور بأي وسيط.
الدار لا تفرض أي قيود سياسية أو فكرية أو دينية على أعمال مؤلفيها. وهي لا تطلب أكثر من أن تراعي ثلاثة شروط أساسية فقط: أن تكون مكتوبة بلغة عربية سليمة، وأن تقتفي أثر المنهج السليم في التأليف وذلك على غرار الكتب الأخرى، وألا تنطوي على انتهاك لحقوق ومعتقدات الآخرين.
تتحمل إي-كُتب الجزء الأكبر من تكاليف الطباعة، ولا يتحمل المؤلف أو الناشر إلا رسوما محدودة من أجل توفير النسخ لمنافذ جوجل بوكس وأمازون بوصفهما الموزعين الوحيدين للطبعتين الورقية والإلكترونية من الكتاب. كما تساعد الدار في الترويج للكتب كي تصل معلومات عن الكتاب إلى نحو 50 ألف قارئ.
نشرت إي-كُتب مئات المؤلفات لعدد من الكتاب العرب. ومن أجل تنمية القراءة الالكترونية، بنت الدار أول وأكبر مكتبة عربية مجانية يمكن الدخول إليها عبر جميع الوسائل، ويمكن للقارئ أن يقوم بتنزيل أي كتاب للاحتفاظ به بسهولة حيث أن المكتبة لا تحتاج  لتنزيل أي برامج، كما أن الكتب محمية من قبل غوغل بوكس، مما يجعلها آمنة من كل فيروسات محتملة.
ينشر كتابه بناء على عقد، يتم توقيعه بين طرفين وهما الدار والمؤلف، وذلك إذا حصل كتابه على موافقة إدارة النشر.
تلتزم إي-كُتب بالنشر في غضون المدد المحددة لكل عمل.
العقد الموقع بين الطرفين يعمل بأثر رجعي أيضا ليشمل كل كتاب تم إصداره من جانب الدار، لأنه يتضمن ذات الأسس والحقوق والمفاهيم والمقومات التي تعمل عليها.

## تشمل هذه الأسس العناصر والمفاهيم والقواعد العملية التالية:[10][11][12]
ـ إي-كُتب لا تشارك المؤلف في عائدات كتابه، ولا تقتطع أي نسب من تلك العائدات. وهو بالأحرى من يتسلم بنفسه تلك العائدات من دون أن تمر بنا.
ـ إي-كُتب تقوم بإصدار الكتب والمجلات بوصفها خدمة من خدمات النشر، وليس بوصفها عملا من أعمال التجارة بالكتب.
ـ إي-كُتب تتحمل، بمفردها، كل تكاليف طباعة ونشر وتوزيع إصداراتها، وإدارة الدار هي وحدها التي تملك الحق باختيار تلك الإصدارات.
ـ إي-كُتب (بما أنها لا تستقطع من عائدات الكتب أي شيء) فإنها تعوّض ما تتحمله من تكاليف من عائدات أعمالها الأخرى. 
ـ إي-كُتب لا تقيم أي صلات بمكتبات محلية أو دكاكين. ولا تُخضع أعمال مؤلفيها لأي رقابة حكومية. 
ـ المؤلف هو من يملك كل الحقوق في الكتاب، وهو من يتلقى عائدات كتابه. نحن نقدم الخدمة فقط وما نذكره، هنا، في مدونة الحقوق هو «عقد الخدمة». إي-كُتب نقوم بإعداد وتسجيل وحماية الكتاب ونشره، والترويج له ضمن منشوراتنا، أما مبيعاته فإنها ملك المؤلف وحده. 
ـ إي-كُتب هي الناشر الأول، والوحيد حتى الآن، الذي يجعل مبيعات الكتب ترتبط بحساب المؤلف مباشرة. وبذلك فان كل من يشتري نسخة من الكتاب، إنما يدفع ثمنها إلى المؤلف، وليس لحساب الناشر. 
ـ كتابك جزء من التراث الإنساني. إي-كُتب هي الأولى (والوحيدة حتى الآن) التي جعلت من إصداراتها (الورقية والإلكترونية معا) غير قابلة للنفاد من الأسواق، أو الاندثار على رفوف محدودة، أو الاختفاء أو الضياع. إذ يمكن الحصول على أي كتاب في أي وقت ومن أي مكان على سطح الكرة الأرضية، الآن، أو بعد 100 عام. 
ـ إي-كُتب أول من تكفل بحماية الكتاب الإلكتروني من النسخ غير المشروع، وذلك منذ العام 2010، حماية لحقوق المؤلف. 
ـ إي-كُتب أول من ابتدع السبيل لعرض وبيع النسخ الإلكترونية في المكتبات التقليدية لبيع الكتب، وذلك عبر بطاقات مشفرة (لصالح المؤلف، هنا أيضا). 
ـ الأعطال يمكن أن تصيب أي موقع إلكتروني. ولكن إي-كُتب تعمل على نسخ محتويات الموقع باستمرار، وبذلك استعادة تلك المحتويات قد لا تتطلب أكثر من وقت قصير. 
ـ إي-كُتب تعرض جانبا (20%) من كل كتاب مجانا، لضمان أوسع تداول ممكن لها، إلا أن هذه الدار لم تعد تنظر بايجابية إلى نشر الكتب مجانا. لكي لا تلحق بالضرر حقوق المؤلف أو فرص مبيعات الكتب. 
ـ لا يمكن لـ إي-كُتب ان تعيد نشر كتاب منشور من قبل، إلا بوصفه «طبعة ثانية» وكان المؤلف يملك حقا بذلك، وذلك تحاشيا لتنازع الحقوق بين الناشرين.
1. ↑  "ناشر من طراز مختلف". sites.google.com (بالإنجليزية الأمريكية). Archived from the original on 2020-01-26. Retrieved 2019-06-06.
2. ↑  "هواتف الجيل الخامس المتوفرة حاليًا وأين يُمكن استخدامها في الدول العربية". البوابة العربية للأخبار التقنية. 2 يونيو 2019. مؤرشف من الأصل في 2019-06-07. اطلع عليه بتاريخ 2019-06-09.
3. ↑  Amazon.com: Books نسخة محفوظة 6 يونيو 2019 على موقع واي باك مشين.
4. ↑  Fikry، Aref (الأحد، 27 يناير 2013). "عارف فكري: ناشر معرفة لا تاجر كتب: حوار مع إي- كتب للنشر الرقمي". عارف فكري. مؤرشف من الأصل في 1 مايو 2018. اطلع عليه بتاريخ 2019-06-09. {{استشهاد ويب}}: تحقق من التاريخ في: |تاريخ= (مساعدة)
5. ↑  "ناشر من طراز مختلف - من نحن". sites.google.com (بالإنجليزية الأمريكية). Archived from the original on 2020-04-26. Retrieved 2019-06-09.
6. ↑  Fikry، Aref (الأحد، 27 يناير 2013). "عارف فكري: ناشر معرفة لا تاجر كتب: حوار مع إي- كتب للنشر الرقمي". عارف فكري. مؤرشف من الأصل في 9 يونيو 2019. اطلع عليه بتاريخ 2019-06-16. {{استشهاد ويب}}: تحقق من التاريخ في: |تاريخ= (مساعدة)
7. ↑  Alprogrammer. "📚 أفضل كتب دار اي كتب بلندن". مكتبة تحميل الكتب مجانا. مؤرشف من الأصل في 2019-06-16. اطلع عليه بتاريخ 2019-06-16.
8. ↑  "ناشر من طراز مختلف - كُتّاب وسير". sites.google.com (بالإنجليزية الأمريكية). Archived from the original on 2019-12-16. Retrieved 2019-06-16.
9. ↑  "ناشر من طراز مختلف - إصدارات بلغات أخرى". sites.google.com (بالإنجليزية الأمريكية). Archived from the original on 2020-03-14. Retrieved 2019-06-16.
10. ↑  "ناشر من طراز مختلف - مدونة الحقوق". sites.google.com (بالإنجليزية الأمريكية). Archived from the original on 2019-12-16. Retrieved 2019-06-16.
11. ↑  "ناشر من طراز مختلف - مجلات". sites.google.com (بالإنجليزية الأمريكية). Archived from the original on 2019-12-16. Retrieved 2019-06-16.
12. ↑  "ناشر من طراز مختلف - مجموعات الإصدارات". sites.google.com (بالإنجليزية الأمريكية). Archived from the original on 2019-12-16. Retrieved 2019-06-16.